# جايسون جيمس
جايسون جيمس (25 فبراير 1982 - ) هو لاعب كرة قدم غرينادا في مركز الدفاع. شارك مع منتخب غرينادا لكرة القدم.

## وصلات خارجية
- جايسون جيمس على موقع قاعدة بيانات كرة القدم.إي يو (الإنجليزية)
- جايسون جيمس على موقع ناشيونال فوتبول تيمز (الإنجليزية)
- جايسون جيمس على موقع Soccerway.com (الإنجليزية)